# Tahle Země není pro blbý
Tahle Země není pro blbý je 7. díl 3. řady amerického animovaného seriálu Futurama. Ve Spojených státech měl premiéru 18. února 2001 na stanici Comedy Central a v Česku byl poprvé vysílán 6. května 2009 na Prima Cool.

## Děj
Profesor Farntsworth sdělí posádce Planet Expressu, že planeta Tweenis 12, kam měli doručit zásilku, byla zničena. Hermes upozorní na posloupnost ničení planet a dojde mu, že na řadě je Země. Diblík najedou uprchne a Leela jej najde jak odlétá ve své vesmírné lodi, avšak na Leelu začne útočit rasa mozků a diblík ji vezme s sebou. Mozky mezitím ze všech bytostí na Zemi udělají hlupáky a způsobí, že se chovají divně. Na jediného Frye vliv mozků nefunguje a zůstává normální. Diblík Leele poví, co rasa mozků lidem způsobuje a zaveze ji na svou mateřskou planetu. Tam se Leela dozví, že mozky nenávidí jakékoliv myšlení, které se snaží v celém vesmíru vymýtit a že Fry je jediná jeho záchrana. Po návratu na Zemi však na Leelu také začnou platit vlivy mozků a nemůže si pamatovat, že má Fryovi vzkázat, aby se utkal s hlavním mozkem a papírek se vzkazem Fry zahodí do ohně. Leela ale ze sebe vzkaz vykoktá a Frye napadne, že takový největší mozek musí být v knihovně. Jeho domněnka byla správná. Přišel na to, že intenzivní myšlení mozky bolí a začne tak přemýšlet nad knihou a mozky začnou slábnout. Hlavní mozek však Frye a Leelu přenesl do příběhu knih, ze kterého se Fryovi podaří uniknout, což mu umožnilo napsat vlastní knihu, do které zakomponoval, že obří mozek navždy opustí Zemi. Což zabralo, mozky Zemi opustily a lidé se opět začali chovat normálně.

## Výroba
Fryova imunita vůči útokům mozků je způsobena jeho nedostatkem mozkových vln delta. Na tuto informaci odkazuje také díl „Fryův smysl života“ a vznikla v díle „Rozval Roswell“. Výkonní producenti Futuramy Matt Groening a David X. Cohen uvedli, že od pilotního dílu měli v úmyslu dát Fryovi větší význam pro budoucnost, ale nakonec to odložili na pozdější řady.
V tomto díle se také poprvé objevuje postava jménem Hypnožába, kterou Groening označil za svou oblíbenou.

## Přijetí
Premiérové vysílání dílu 18. února 2001 na stanici Comedy Central v USA dosáhlo ratingu 4,9. V roce 2006 web IGN.com zařadil tento díl na 18. příčku v jejich seznamu 25 nejlepších dílů Futuramy.